# Ceroplastes caesalpiniae
Ceroplastes caesalpiniae är en insektsart som beskrevs av Reyne 1964. Ceroplastes caesalpiniae ingår i släktet Ceroplastes och familjen skålsköldlöss. Inga underarter finns listade i Catalogue of Life.